# Over the Hill (1931)
Over the Hill is een Amerikaanse dramafilm uit 1931 onder regie van Henry King. De film werd destijds in Nederland uitgebracht onder de titel Moeder.

## Verhaal
Moeder Shelby spaart zich het brood uit de mond om haar beide zoons een fatsoenlijke opvoeding te geven. Ze ziet zich genoodzaakt om minderwaardige baantjes aan te nemen, zodat het hun aan niets zou ontbreken. Die inspanningen worden onthaald op onverschilligheid door haar volwassen zoon Isaac.

## Rolverdeling
| Acteur          | Personage                      |
| --------------- | ------------------------------ |
| Mae Marsh       | Moeder Shelby                  |
| James Dunn      | Johnny Shelby (als volwassene) |
| Sally Eilers    | Isabel Potter (als volwassene) |
| Edward Crandall | Thomas (als volwassene)        |
| Claire Maynard  | Phyllis Shelby                 |
| Olin Howland    | Isaac (als volwassene)         |
| Joan Peers      | Susan (als volwassene)         |
| Joe Hachey      | Isaac Shelby (in de proloog)   |
| Tommy Conlon    | Johnny Shelby (in de proloog)  |
| Julius Molnar   | Thomas Shelby (in de proloog)  |
| Marilyn Harris  | Susan Shelby (in de proloog)   |
| Nancy Irish     | Isabel Potter (in de proloog)  |
| Eula Guy        | Minnie                         |
| William Pawley  | Ben Adams                      |
| George Reed     | Les                            |